# Oxydesmus pellisternus
Oxydesmus pellisternus är en mångfotingart som beskrevs av Carl Graf Attems 1931. Oxydesmus pellisternus ingår i släktet Oxydesmus och familjen Oxydesmidae. Inga underarter finns listade i Catalogue of Life.